# Spyro Gyra
Ne doit pas être confondu avec un autre groupe de musique Spirogyra (groupe anglais), ni avec l'algue Spirogyre.

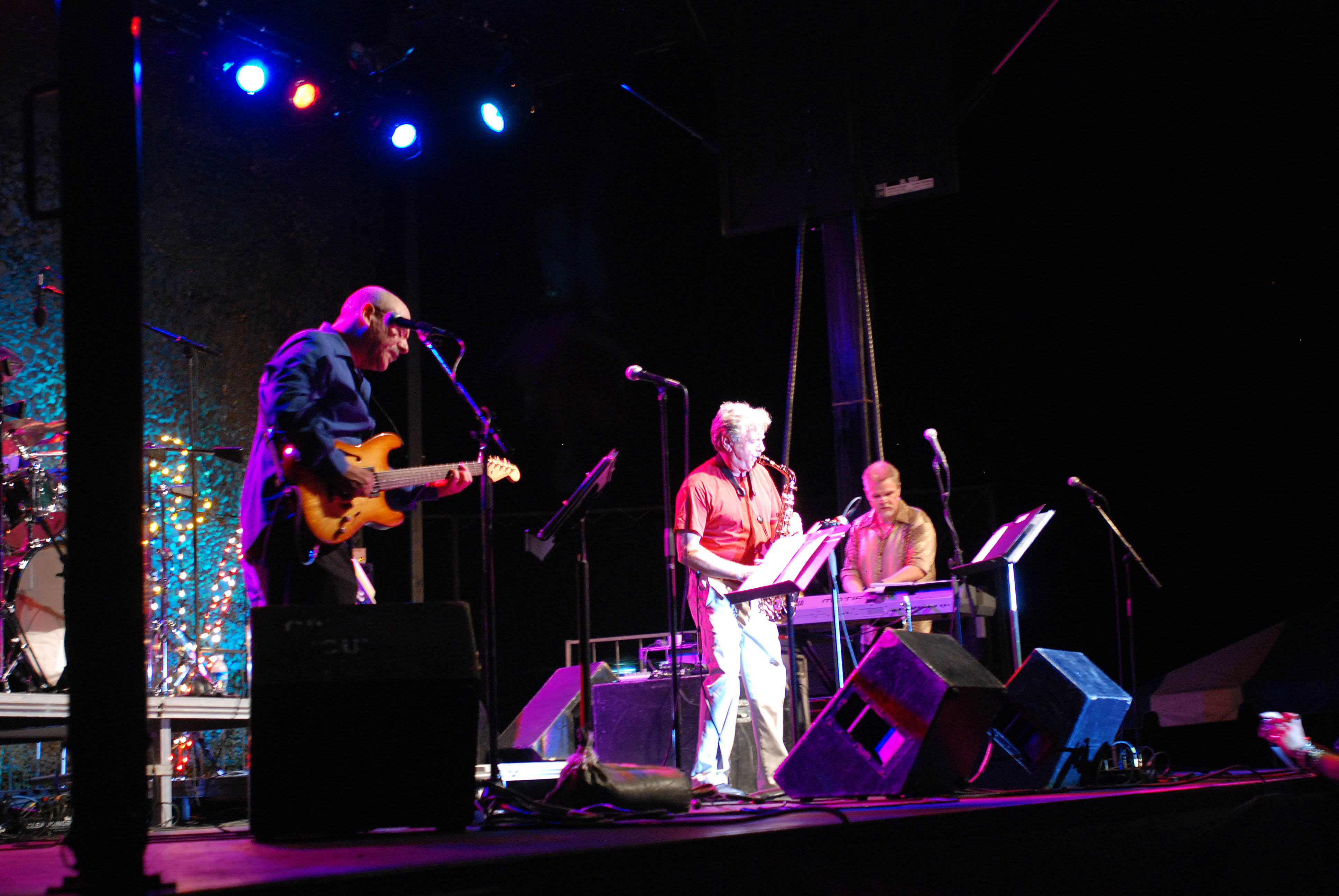
Concert de Spyro Gyra sur la base américaine de Guantanamo en 2009.

Spyro Gyra est un groupe américain de jazz fusion formé en 1976 dans la ville de Buffalo, dans l'État de New York.
Il a connu de nombreuses versions différentes, le seul membre actuel issu de la formation d'origine étant le saxophoniste alto Jay Beckenstein (le pianiste/claviériste Tom Schuman rejoignant le groupe dès 1978 est souvent considéré comme un membre fondateur, à tort).
Il est actuellement épaulé par le guitariste Julio Fernández, le bassiste Scott Ambush et le batteur/percussionniste Lionel Cordew, et depuis 2023 par Chris Fischer aux claviers, en place de Tom Schuman qui pour raisons personnelles doit quitter le groupe. 
Avec plus de 25 albums au compteur et 10 millions de copies vendues, ils forment l'un des groupes de jazz fusion les plus vendeurs aux États-Unis.
Leur musique combinant jazz et éléments de funk, R&B ou pop (avec quelques influences caribéennes notables), ils sont considérés comme l'un des groupes ayant forgé le son du smooth jazz, ce qui leur vaudra parfois les critiques de puristes qui leur reprocheront leur approche trop mélodique et donc leur manque d'improvisation, cas classique de tous les artistes ou groupes appartenant à ce genre.
Toutefois, ils sont reconnus comme des musiciens de talent, notamment pour leurs prestations live et accumulent les nominations aux Grammy Awards, aussi bien dans les catégories Jazz fusion, Pop instrumentale que R&B instrumental, sans toutefois le remporter.
Leurs plus grands tubes sont "Shaker Song" (1977) et surtout "Morning Dance" (1979).

## Composition du groupe
| Année | Album                                                 | Saxophoniste    | Claviers                    | Guitare                                                    | Basse          | Batterie                                                                  | Percussions           | Vibraphone          |
| ----- | ----------------------------------------------------- | --------------- | --------------------------- | ---------------------------------------------------------- | -------------- | ------------------------------------------------------------------------- | --------------------- | ------------------- |
| 1976  |                                                       | Jay Beckenstein | Jeremy Wall                 | Freddy Rapillo or Rick Strauss                             | Jim Kurzdorfer | Tom Duffy, Ted Reinhart, Tony Cintrón                                     |                       |                     |
| 1977  | Spyro Gyra                                            |                 | Jeremy Wall and Tom Schuman | Rick Strauss                                               |                | Tom Walsh                                                                 | Emile Umbopha Latimer |                     |
| 1978  |                                                       |                 | Tom Schuman                 | Freddy Rapillo                                             |                |                                                                           | Gerardo Valez         |                     |
| 1979  | Morning Dance                                         |                 |                             | Chet Catallo                                               |                | Eli Konikoff                                                              |                       |                     |
| 1980  | Catching The Sun                                      |                 |                             |                                                            | David Wofford  |                                                                           | Shiela Escavido (Sub) |                     |
| 1980  | Carnaval                                              |                 |                             |                                                            |                |                                                                           | Gerardo Valez         |                     |
| 1981  | Freetime                                              |                 |                             |                                                            |                |                                                                           |                       |                     |
| 1982  | Incognito                                             |                 |                             |                                                            |                |                                                                           |                       |                     |
| 1983  | City Kids                                             |                 |                             |                                                            | Kim Stone      |                                                                           |                       |                     |
| 1984  | Access All Areas                                      |                 |                             | Chet Catallo / Julio Fernandez (Se partagent les concerts) |                | Richie Morales                                                            |                       | Dave Samuels        |
| 1985  | Alternating Currents                                  |                 |                             | Julio Fernandez                                            |                |                                                                           |                       |                     |
| 1986  | Breakout                                              |                 |                             |                                                            |                |                                                                           | Manolo Badrena        |                     |
| 1987  | Stories Without Words                                 |                 |                             |                                                            | Roberto Vally  |                                                                           |                       |                     |
| 1988  | Rites of Summer                                       |                 |                             |                                                            | Oscar Cartaya  |                                                                           | Aucun                 |                     |
| 1989  | Point of View                                         |                 |                             | Jay Azzolina                                               |                |                                                                           |                       |                     |
| 1990  | Fast Forward                                          |                 |                             | Aucun                                                      |                |                                                                           | Marc Quiñones         |                     |
| 1991  | Collection                                            |                 |                             | Julio Fernández                                            |                | Joel Rosenblatt                                                           |                       |                     |
| 1992  | Three Wishes                                          |                 |                             |                                                            | Scott Ambush   |                                                                           |                       |                     |
| 1993  | Dreams Beyond Control                                 |                 |                             |                                                            |                |                                                                           | Aucun                 |                     |
| 1994  | Love & Other Obsessions                               |                 |                             |                                                            |                |                                                                           |                       | Apparitions limités |
| 1995  |                                                       |                 |                             |                                                            |                |                                                                           |                       | Aucun               |
| 1996  | Heart of the Night                                    |                 |                             |                                                            |                |                                                                           |                       |                     |
| 1997  | 20/20                                                 |                 |                             |                                                            |                |                                                                           |                       |                     |
| 1998  | Road Scholars Best of Spyro Gyra - The First 10 Years |                 |                             |                                                            |                |                                                                           |                       |                     |
| 1999  | Got The Magic                                         |                 |                             |                                                            |                |                                                                           |                       |                     |
| 2000  |                                                       |                 |                             |                                                            |                |                                                                           |                       |                     |
| 2001  | In Modern Times                                       |                 |                             |                                                            |                |                                                                           |                       |                     |
| 2002  | The Very Best of Spyro Gyra (from 1988 to 1997)       |                 |                             |                                                            |                |                                                                           |                       |                     |
| 2003  | Original Cinema                                       |                 |                             |                                                            |                |                                                                           |                       |                     |
| 2004  | The Deep End                                          |                 |                             |                                                            |                | Ludwig Afonso                                                             |                       |                     |
| 2005  |                                                       |                 |                             |                                                            |                |                                                                           |                       |                     |
| 2006  | Wrapped In a Dream                                    |                 |                             |                                                            |                | Bonny Bonaparte (Bonny B)                                                 |                       |                     |
| 2007  | Good to Go-Go                                         |                 |                             |                                                            |                |                                                                           |                       |                     |
| 2008  | A Night Before Christmas                              |                 |                             |                                                            |                |                                                                           |                       |                     |
| 2009  | Down The Wire                                         |                 |                             |                                                            |                |                                                                           |                       |                     |
| 2010  |                                                       |                 |                             |                                                            |                |                                                                           |                       |                     |
| 2011  | A Forgein Affair                                      |                 |                             |                                                            |                | Josh Dion (10 concerts) Will Kennedy (1 concert) Will Calhoun (1 concert) |                       |                     |
|       |                                                       |                 |                             |                                                            |                | Lee Pearson                                                               |                       |                     |
| 2012  |                                                       |                 |                             |                                                            |                |                                                                           |                       |                     |
| 2013  | The Rhinebeck Sessions                                |                 |                             |                                                            |                |                                                                           |                       |                     |
| 2014  |                                                       |                 |                             |                                                            |                |                                                                           |                       |                     |
| 2015  |                                                       |                 |                             |                                                            |                | Lionel Cordew                                                             |                       |                     |
| 2016  |                                                       |                 |                             |                                                            |                |                                                                           |                       |                     |
| 2017  |                                                       |                 |                             |                                                            |                |                                                                           |                       |                     |
| 2018  |                                                       |                 |                             |                                                            |                |                                                                           |                       |                     |
| 2019  | Vinyl Tap (Covers)                                    |                 |                             |                                                            |                |                                                                           |                       |                     |
| 2023  |                                                       |                 | Chris Fischer               |                                                            |                |                                                                           |                       |                     |

## Discographie

### Albums studio
| Titre                     | Année | Label           |
| ------------------------- | ----- | --------------- |
| Spyro Gyra                | 1978  | Amherst         |
| Morning Dance             | 1979  | MCA             |
| Catching the Sun          | 1980  | MCA             |
| Carnaval                  | 1980  | MCA             |
| Freetime                  | 1981  | MCA             |
| Incognito                 | 1982  | MCA             |
| City Kids                 | 1983  | MCA             |
| Alternating Currents      | 1985  | MCA             |
| Breakout                  | 1986  | MCA             |
| Stories Without Words     | 1987  | MCA             |
| Rites of Summer           | 1988  | MCA             |
| Point Of View             | 1989  | MCA             |
| Fast Forward              | 1990  | GRP             |
| Three Wishes              | 1992  | GRP             |
| Dreams Beyond Control     | 1993  | GRP             |
| Love and Other Obsessions | 1995  | GRP             |
| Heart of the Night        | 1996  | GRP             |
| 20/20                     | 1997  | GRP             |
| Got the Magic             | 1999  | Windham Hill    |
| In Modern Times           | 2001  | Heads Up        |
| Original Cinema           | 2003  | Heads Up        |
| The Deep End              | 2004  | Heads Up        |
| Wrapped in a Dream        | 2006  | Heads Up        |
| Good to Go-Go             | 2007  | Heads Up        |
| A Night Before Christmas  | 2008  | Heads Up        |
| Down the Wire             | 2009  | Heads Up        |
| A Foreign Affair          | 2011  | Amherst         |
| The Rhinebeck Sessions    | 2013  | Crosseyed Bear  |
| Vinyl Tap                 | 2019  | Amherst Records |

### Albums en concert
| Titre            | Année | Label |
| ---------------- | ----- | ----- |
| Access All Areas | 1984  | MCA   |
| Road Scholars    | 1998  | GRP   |

### Compilations
| Titre                                        | Année | Label |
| -------------------------------------------- | ----- | ----- |
| Collection                                   | 1991  | GRP   |
| The Best of Spyro Gyra – The First Ten Years | 1998  | GRP   |
| The Very Best of Spyro Gyra                  | 2002  | GRP   |